# ゆうテレ
『まるごとかごしま ゆうテレ!』の前身『ゆうテレ』前々身の『げっきん!LIVE4 ゆうテレ』（げっきんライブフォー ゆうテレ）は、2012年4月2日から2016年3月31日まで鹿児島テレビで平日午後に放送されていた鹿児島県向けのローカル情報番組。2016年3月31日以降の放送時間は毎週月曜日 - 木曜日 16:00 - 17:00・金曜日 15:45 - 17:00（『金曜ゆうテレ』として放送）。

## 概要
平日14時台に放送されていた『げっきん!かごしま』の後を継ぐ自社製作の帯番組として放送開始。出演者も木之下雅美を除いてはそのまま本番組へスライドする形になった。そのため、当初は『げっきん!LIVE4 ゆうテレ』と、『げっきん!かごしま』の続編であるかのようなタイトルが付けられていた。
その後、月曜・火曜・水曜のMCを務めていた上片平健が2013年3月27日放送分をもって番組を卒業。同年3月29日までは引き続き『げっきん!LIVE4 ゆうテレ』と題していたが、4月1日放送分をもってタイトルから「げっきん!LIVE4」が外れ、『ゆうテレ』へと改題リニューアルした。その際に16:00から放送されていた『KTSニュース』を廃枠にして番組内へ取り込み、以後は16:30ごろから番組内で県内ニュースを放送するようになった。このリニューアルで、山本慎一が新MCに起用された。なお、『ゆうテレ』は番組表上では新番組扱いになっていたが、3月29日の番組表に最終回マークは記されていなかった。
2014年9月26日より金曜日の放送時間が15分拡大し15:45 - 16:50の65分となり、金曜日に限って『金曜ゆうテレ』へとタイトルが改題された。
2015年3月30日に『まるごとかごしま ゆうテレ!』に改題され、放送時間は月曜から木曜は、16:00 - 17:00となり、金曜日のみ15:45 - 17:00となっている。同年夏以降、ニュース枠が16:50からに移動となった。
2016年3月31日で終了し、4月1日は単発番組で穴埋め予定。後番組はかごニュー

## 出演者
| 期間      | 期間      | メインキャスター | メインキャスター | メインキャスター | メインキャスター | メインキャスター | フィールドキャスター | フィールドキャスター | フィールドキャスター | 気象予報士 | 気象予報士 |
| 期間      | 期間      | 男性             | 男性             | 男性             | 女性             | 女性             | 男性                 | 女性                 | 女性                 | 気象予報士 | 気象予報士 |
| 期間      | 期間      | 月 - 水          | 木               | 金               | 月 - 水          | 木・金           | 男性                 | 月 - 木              | 金                   | 月・水・金 | 火・木     |
| --------- | --------- | ---------------- | ---------------- | ---------------- | ---------------- | ---------------- | -------------------- | -------------------- | -------------------- | ---------- | ---------- |
| 2012.4.2  | 2012.9.28 | 上片平健         | 上片平健         | 上片平健         | 山上真実         | 山上真実         | （不在）             | （不在）             | （不在）             | 新井雅則   | 新井雅則   |
| 2012.10.3 | 2013.3.29 | 上片平健         | 小鍜治宏将       | 小鍜治宏将       | 山上真実         | 笠井由香里       | （不在）             | （不在）             | （不在）             | 新井雅則   | 新井雅則   |
| 2013.4.1  | 2013.9.27 | 山本慎一         | 山本慎一         | 山本慎一         | 笠井由香里       | 笠井由香里       | 小鍛冶宏将           | 山上真実             | 山上真実             | 新井雅則   | 新井雅則   |
| 2013.9.30 | 2014.9.26 | 山本慎一         | 山本慎一         | 山本慎一         | 山上真実         | 山上真実         | 小鍛冶宏将           | （不在）             | （不在）             | 新井雅則   | 渡司陵太   |
| 2014.9.29 | 2015.3.27 | 山本慎一         | 山本慎一         | 小鍜治宏将       | 山上真実         | 山上真実         | （不在）             | （不在）             | 田中瑛子             | 新井雅則   | 渡司陵太   |
| 2015.3.30 | 2016.3.31 | 小鍛冶宏将       | 小鍛冶宏将       | 小鍛冶宏将       | 加茂川里美       | 加茂川里美       | （不在）             | （不在）             | （不在）             | 新井雅則   | 渡司陵太   |

- メインキャスターのうち、加茂川は同局元アナウンサー（1990年に一旦退社後、当番組就任時に再入社）、笠井はKTSタレント（当時）

## コーナー
| 『まるごとかごしま ゆうテレ!』（月曜日～木曜日） | 『まるごとかごしま ゆうテレ!』（月曜日～木曜日） | 『まるごとかごしま ゆうテレ!』（月曜日～木曜日）                                            |
| 時間                                             | コーナータイトル                                 | 内容                                                                                        |
| ------------------------------------------------ | ------------------------------------------------ | ------------------------------------------------------------------------------------------- |
| 16:00                                            | オープニング                                     | オープニングトーク・天気予報・お便りテーマ発表                                              |
| 16:07                                            | 特集                                             | COOK!かごDeli （火曜日）・ここで中継が行われることがある。                                  |
| 16:30                                            | ミニコーナー                                     | チェスト!鹿児島塾（月曜）                                                                   |
| 16:38                                            | 天気予報                                         | KTS本社前から                                                                               |
| 16:44                                            | 番組情報                                         |                                                                                             |
| 16:50                                            | 県内ニュース                                     | 報道センターからみんなのニュース かごしま担当の井上彩香もしくは坪内一樹がニュースを伝える。 |
| 16:56                                            | エンディング                                     | エンディングトーク                                                                          |
| 16:58                                            | 放送終了                                         |                                                                                             |

| 『まるごとかごしま ゆうテレ!』（金曜日） | 『まるごとかごしま ゆうテレ!』（金曜日） | 『まるごとかごしま ゆうテレ!』（金曜日）                                                                         |
| 時間                                     | コーナータイトル                         | 内容 |
| ---------------------------------------- | ---------------------------------------- | --- |
| 15:45                                    | オープニング                             | オープニングトーク・天気予報・お便りテーマ発表（天気予報はアミュプラザ鹿児島アミュ広場から気象予報士が生中継。） |
| 15:50                                    | 話題・特集                               | めっちゃホリデー - 2015年度から放送されている金曜日のオープニングコーナー、週末情報を中継で紹介する。            |
| 16:35                                    | 番組情報                                 | |
| 16:38                                    | 天気予報                                 | アミュ広場にいる視聴者にクイズを出すこともある。                                                                 |
| 16:50                                    | 県内ニュース                             | 報道センターからみんなのニュース かごしま担当の井上彩香もしくは坪内一樹がニュースを伝える。                      |
| 16:56                                    | エンディング                             | エンディングトーク                                                                                               |
| 16:58                                    | 放送終了                                 | |

### 主なコーナー
- 特集（大半が後半に組まれる）
  - チェスト!鹿児島塾（月曜日）
  - COOK!かごDeli （火曜日）
  - 情報選隊トレンダー4 （不定期）
  - SATSUMA情熱伝（不定期）
  - 犬も歩けば法律相談（不定期）
  - 彩乃のゴチまっぷ
- ニュース - 県内のニュースを伝える。2013年4月から実施。当初は16:30からだったが、2015年夏頃からは16:50から放送されている。
- お天気コーナー - 16:35頃にスタジオで行っている。2012年9月28日までは天気図とタブレットを使った予報をKTSニュースセンターの近くにある気象ブースで行っていた。2013年からは金曜日のみアミュプラザ鹿児島から中継を行っている。[2]

### 終了または不定期放送になったコーナー
- 旬盛りライブ缶（平日） - 簡易中継システムを使った中継、ミニ特集を放送するために休止になる場合あり。
- 今日のスーパーニュース - 『KTSスーパーニュース』の予告で、石神愛子か坪内一樹がスタジオに入って予告をする。番組終盤に実施。この時間帯を使ってお便りの紹介や特集に因んだ短いトークを行うこともあった。16:00のニュースが本番組内包になったことによって終了したが、スーパーニュースの予告は2013年4月以降もニュースコーナーで行われている。
- 知ってる?!わが町ジマン（不定期月曜日） - テレビ西日本の『タマリバ』とのコラボレーション企画。2013年9月9日まで行われた。
- もふもふ彩香の鹿児島うー!まいがー - KTSスーパーニュース担当となった為、2013年度いっぱいで終了。

## エピソード
- 本番組では『知りたがり!』の終了後に15秒の生予告が放送されていたが、一度リハーサル中の映像が流れたことがあってからはVTR収録された予告に変更されている。2013年4月以降の『アゲるテレビ』内では行われていない。
- 2012年6月26日 - 『知りたがり!・第2部』（14:58 - 15:52）を臨時ネットしたことで、本来の番組が一部中止されたことに伴い、4分繰り上げ・拡大され、16:01からの放送となった。
- 2012年7月17日 - AKB48の柏木由紀（鹿児島県出身）が番組に生出演。山本の娘と同級生であったことが明かされた。また、お天気コーナーにも出演した。
- 2012年10月1日 - リニューアル。オープニングテーマ以外の楽曲をすべて変更し、木曜・金曜のMCに小鍜治宏将と笠井由香里を起用。
- 2012年11月2日 - この日のみ放送時間を16:35 - 16:50に短縮し、全編VTR構成で放送。同日の19:00 - 19:57には『ゆうテレ・おはら祭スペシャル げそ太郎がダチョウ倶楽部をおもてなし!』の生放送を行った。
  - なお翌年以降もおはら祭に関係した特番を放送している。
- 2014年9月26日 - この日開業したアミュプラザ鹿児島プレミアム館から随時生中継を行った。放送時間を15分繰り上げて15:45からの放送、金曜日の「ゆうテレ」としての放送はこの日が最後であり、翌週から「金曜ゆうテレ」が開始される。
- 2015年3月30日 - 番組リニューアルにより、げっきん!かごしまから小変更してきたセットから、フジテレビドラマ班が製作したセットへ変更した。[3]
- 2015年5月11日 - 荒田静彦社長の関西テレビ放送入社同期（厳密には約4ヶ月遅れの中途採用）であるフリーアナウンサーの桑原征平が、昼に社員向けの講演を行なった後、本番組のリハーサルを見学した。
- 2016年3月11日 - 『直撃LIVE グッディ!・第2部』（14:55 - 15:50）を臨時ネットしたことで、5分繰り下げ15:50からの放送。なお当番組の中でも東日本大震災に関連したインタビューやリポートを放送した。